# 야마구치 호타루
야마구치 호타루(일본어: 山口 蛍, 1990년 10월 6일, 나바리 ~)는 일본의 축구 선수로, 현재 비셀 고베와 일본 국가대표팀에서 미드필더로 활약하고 있다.

## 클럽 경력

### 초기 경력
야마구치는 3학년에 축구를 시작했는데, 주로 공격형 미드필더로 뛰었었다. 중학교 입학 후, 그는 세레소 오사카, 감바 오사카, 그리고 교토 퍼플 상가의 유소년팀 트라이얼에 참가했고, 세레소 오사카로부터 제의를 받아 U-15팀에 합류했다. 그는 클럽에서 기량을 서서히 늘려나가 첫해에 일본 축구 협회 엘리트 프로그램의 첫 입문과정 참가 일원으로 선정되었다. 2006년, 야마구치는 세레소 오사카의 U-18팀으로 승격되어, 2008년 JFA U-18 왕자 리그를 우승했으며, 당시 주장으로 활약해 리그 MVP로 선정되었다.

### 세레소 오사카
유소년팀 동료 마루하시 유스케와 함께 야마구치는 2009년에 1군으로 승격되어 시즌 3달동안 파우메이라스 U-21 아카데미에서 훈련을 받았다. 그는 두번째 해에 일본 U-21 국가대표팀으로 차출되어 광저우에서 열린 2010년 아시안 게임 7경기에 모두 출전해 금메달을 획득했다.
2011년, 야마구치는 세레소에서의 출전 시간이 늘었고, 우라와 레즈와의 24라운드 경기에서 첫 리그 득점에 성공했다. 그는 2012년 하계 올림픽 예선전에서도 세키즈카 다카시 감독 하의 일본 대표팀에서도 꾸준히 계속 출전했다. 그는 2012년에는 세레소에서 주전 자리를 확보해 오기하라 다카히로와 함께 클럽과 국가대표팀에서 모두 중앙 미드필더 듀오를 이루었고, 2012년 하계 올림픽에서 일본의 U-23 국가대표팀에 출전하게 되었고, 대회 4위에 일조했다. 파비우 싱플리시우의 영입으로 인해 야마구치는 시즌 후반기에 공격형 미드필더로써 기용되는 일이 더 잦아졌고, 그는 시즌을 30경기 출전으로 마쳤다.

## 국가대표팀 경력
그는 2010년 아시안 게임에 참가할 일본 U-23 국가대표팀에 발탁되었으며, 은메달 획득에 기여했다. 2012년 하계 올림픽에도 출전했다. 6경기에 출전, 4강 진출에 기여했다.
2013년 7월, 야마구치는 2013년 EAFF 동아시안컵에서 알베르토 차케로니 일본 국가대표팀 감독에 의해 처음으로 차출되어, 3경기를 모두 출전해 대회 MVP로 선정되었다. 2014년과 2018년 FIFA 월드컵에도 출전, 2018년 월드컵 16강 진출. 그는 2019년까지 국제 A매치 통산 48경기에 출전, 3득점을 넣었다.

## 통계

### 클럽
2014년 4월 20일 기준
| 클럽          | 시즌 | 리그 | 리그 | 컵   | 컵   | 리그컵 | 리그컵 | AFC  | AFC  | 합계 | 합계 |
| 클럽          | 시즌 | 출전 | 득점 | 출전 | 득점 | 출전   | 득점   | 출전 | 득점 | 출전 | 득점 |
| ------------- | ---- | ---- | ---- | ---- | ---- | ------ | ------ | ---- | ---- | ---- | ---- |
| 세레소 오사카 | 2009 | 3    | 0    | 0    | 0    | -      | -      | -    | -    | 3    | 0    |
| 세레소 오사카 | 2010 | 2    | 0    | 0    | 0    | 2      | 0      | -    | -    | 4    | 0    |
| 세레소 오사카 | 2011 | 17   | 1    | 4    | 0    | 0      | 0      | 2    | 0    | 23   | 1    |
| 세레소 오사카 | 2012 | 30   | 2    | 4    | 2    | 6      | 0      | -    | -    | 40   | 4    |
| 세레소 오사카 | 2013 | 34   | 6    | 0    | 0    | 8      | 1      | -    | -    | 42   | 7    |
| 세레소 오사카 | 2014 | 8    | 1    | 0    | 0    | 0      | 0      | 4    | 0    | 8    | 1    |
| 세레소 오사카 | 합계 | 94   | 10   | 8    | 2    | 16     | 1      | 6    | 0    | 122  | 13   |

### 국가대표팀
| 일본 | 일본 | 일본 |
| 연도 | 출전 | 득점 |
| ---- | ---- | ---- |
| 2013 | 8    | 0    |
| 2014 | 7    | 0    |
| 2015 | 9    | 1    |
| 2016 | 6    | 1    |
| 2017 | 8    | 0    |
| 2018 | 7    | 0    |
| 2019 | 3    | 1    |
| 통산 | 48   | 3    |

## 수상

### 국가대표팀
- 아시안 게임: 2010
- EAFF 동아시안컵: 2013

### 개인
- EAFF 동아시안컵 MVP: 2013